# Rescued by Rover
Rescued by Rover er en britisk stumfilm fra 1905 af Cecil M. Hepworth og Lewin Fitzhamon.